# Nectandra longifolia
Nectandra longifolia är en lagerväxtart som beskrevs av Christian Gottfried Daniel Nees von Esenbeck. Nectandra longifolia ingår i släktet Nectandra och familjen lagerväxter. Inga underarter finns listade i Catalogue of Life.